# Socialismo africano
L'espressione socialismo africano si riferisce a un insieme di diverse posizioni politiche di stampo socialista emerse nei Paesi africani a partire dal secondo dopoguerra, e in particolare nel periodo fra la fine dell'epoca coloniale e la decolonizzazione. Movimenti e partiti politici di ispirazione socialista ebbero quasi ovunque un ruolo rilevante nel processo di emancipazione dai colonizzatori, e in moltissimi casi salirono al potere una volta conseguita l'indipendenza.
Il socialismo africano si distingue in modo piuttosto netto dalle ideologie socialiste che nello stesso periodo (anni sessanta-settanta) stavano emergendo (o si stavano consolidando) altrove. In genere, i leader politici africani rappresentarono il socialismo soprattutto come rifiuto del sistema economico capitalistico portato dai colonizzatori, a favore del recupero di valori tradizionali africani come il senso della comunità o della famiglia o la dignità del lavoro agricolo. In questo senso, il socialismo venne spesso rappresentato come un elemento intrinseco dell'identità africana.
Alcuni esempi di socialismo africano sono l'Ujamaa tanzaniano di Julius Nyerere, l'umanesimo zambiano di Kenneth Kaunda e il coscienzismo ghanese di Kwame Nkrumah.

## Origini e tematiche
Negli anni sessanta, la maggior parte dei Paesi africani ottenne l'indipendenza e alcuni dei nuovi governi rifiutarono le idee del capitalismo a favore di un modello economico più afro-centrico. I leader di questo periodo sostennero di praticare il "Socialismo africano".
Julius Nyerere (Tanzania), Modibo Keïta (Mali), Léopold Sédar Senghor (Senegal), Kwame Nkrumah (Ghana) e Ahmed Sékou Touré (Guinea) furono i principali contributori del socialismo africano secondo William H. Friedland e Carl G. Rosberg Jr., curatori del libro African Socialism.
I principi comuni delle varie versioni del socialismo africano erano lo sviluppo sociale guidato da un ampio settore pubblico, incorporando l'identità e il nazionalismo africano, e l'evitamento dello sviluppo delle classi sociali all'interno della società. Senghor affermò che "il contesto sociale africano della vita comunitaria nelle tribù non solo rende naturale il socialismo in Africa ma esclude la validità della teoria della lotta di classe", rendendo quindi il socialismo africano diverso dal marxismo e dalle teorie socialiste europee.
Tuttavia, i socialismi africani non avevano concretamente una linea politica di comune accordo e hanno avuto conclusioni diverse. I regimi e le ideologie politiche proprie al socialismo africano, fortemente associate alle personalità dei capi di Stato che ne erano promotori, non durarono oltre la dipartita di chi era al potere. L'esistenza stessa di un socialista specificamente africano non è stata accettata all'unanimità dai socialisti del continente. Diverse sezioni del Raduno Democratico Africano (Rassemblement Démocratique Africain), unioni di partiti africani francofoni, erano legati al socialismo ma il RDA non ha mai avuto una dottrina o un'ideologia comune durante la sua esistenza. L'assenza di unità a livello regionale delle concezioni africane del socialismo e i risultati contrastanti delle varie applicazioni, possono essere considerati come fattori del mancato radicamento nell'Africa subsahariana di un socialismo proprio del continente.
La prima pubblicazione influente sul pensiero socialista adattato per l'Africa fu Le masse africane e l'attuale condizione umana (Les masses africaines et l'actuelle condition humaine), scritto nel 1956 dall'intellettuale senegalese Abdoulaye Ly.

## Varianti
Sebbene l'interpretazione africana del socialismo fosse piuttosto diversa da quella sovietica, durante la Guerra Fredda i paesi africani con governi socialisti furono in genere apertamente schierati con URSS, Cina e Cuba.

### Socialismo senghoriano

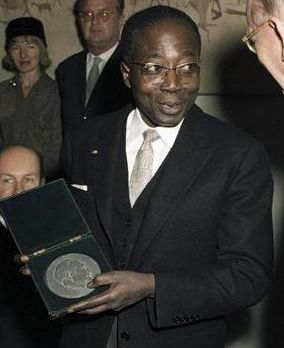
Léopold Sédar Senghor.

Nel luglio del 1959, poco dopo l'indipendenza del Senegal, Léopold Sédar Senghor presentò, durante il congresso costitutivo del Partito della Federazione Africana, il rapporto Per una via africana del socialismo (Pour une voie africaine du socialisme), nel quale espresse la sua visione del ruolo del socialismo nella storia della negritudine e nello sviluppo del continente africano. Senghor si ispirò molto al marxismo, in particolare alle prime opere di Karl Marx, e rielaborò i concetti principali per applicarli al contesto africano contemporaneo, poiché le idee marxiste erano nate all'interno della società europea del XIX secolo. Il leader senegalese accettò il concetto di umanesimo, materialismo dialettico, pianificazione e giustizia sociale ma fu contrario all'approccio sulla questione religiosa, alla teoria della lotta di classe e dello sviluppo uniforme, considerandoli contrari alla tradizione africana di unanimità e di conciliazione.
Senghor rifiutò l'ateismo di stato poiché riteneva impossibile l'interruzione della ricerca di Dio, considerata come un elemento esistenziale, e cercò delle risposte nel pensiero del gesuita e filosofo francese Pierre Teilhard de Chardin. Secondo Senghor, de Chardin andava oltre alla falsa antinomia tra fisico e metafisico, risolse i problemi spirituali del marxismo e giustificò il ritorno alle tradizioni africane. Con l'apporto del filosofo francese, il socialismo africano di Senghor fu considerato come una via d'uscita dall'alienazione materiale e spirituale.
Il presidente senegalese teorizzò un "socialismo esistenziale" che avrebbe garantito l'abbondanza per gli africani tramite lo sviluppo delle forze produttive. Il socialismo senghoriano si fonde con il concetto di negritudine, visto come l'insieme dei valori culturali del mondo nero; per Senghor, la vittoria della negritudine coincide con quella del socialismo.
La dialettica assume nel socialismo senghoriano il ruolo di metodo di ricerca della verità aperto alla scienza, alla tecnica e alla filosofia. È un metodo flessibile, coerente e logico ma nella sua applicazione non bisogna mai perdere di vista la realtà, diversa in ogni situazione. Non esistono soluzioni pronte e ognuna richiede uno sforzo personale e collettivo per adattarsi nel concreto. Per Senghor, non esiste un socialismo completo pronto adatto per tutte le situazioni ed il socialismo in sé deve ancora essere realizzato. Il socialismo esiste come metodo da applicare in Africa in base alle tradizioni e ai contesti africani seguendo metodologie scientifiche. Il socialismo, ottenuto attraverso la scienza e l'indipendenza, diventa uno spirito di libertà, una continua rimessa in discussione e ricerca scientifica.
A livello internazionale, Senghor prevedeva, dopo aver superato pacificamente la lotta per l'indipendenza, una nuova decolonizzazione che sarebbe consistita nella messa in discussione del sistema imperialista gravante sui Paesi produttori. Mamadou Dia, primo Ministro di Senghor fino al 1962, prevedeva l'edificazione di un socialismo nella tradizione comunitaria, nell'ambito di un piano economico stabilito con un obiettivo globale, ovvero quello di una civiltà mondiale unita. A livello economico, per Senghor come per Dia, la cooperativa doveva essere lo strumento chiave del socialismo africano: le unità economiche di base dovevano essere le cooperative dei villaggi, che avrebbero unito le tradizioni africane e i valori democratici.
Tuttavia, il principio economico ebbe la precedenza e il Senegal sperimentò una stagnazione economica a partire dal 1963: l'Ufficio nazionale della commercializzazione agricola per lo sviluppo (Office national de commercialisation agricole pour le développement, ONCAD) fu successivamente istituito per supervisionare i Centri regionali per l'assistenza allo sviluppo (Centres régionaux d'assistance au développement, CRAD) che distribuivano semi e materiali alle cooperative. A livello ideologico, l'approccio di Senghor è stato oggetto di critiche, anche nei circoli politici senegalesi, per via del suo carattere troppo intellettualizzante e più orientato verso una riflessione sull'essenza dell'africanità piuttosto che verso un'analisi delle realtà sociali. A livello pratico, l'ONCAD e il movimento cooperativo conobbero una crescente impopolarità negli anni settanta, a causa della cattiva gestione dello stato. Abdou Diouf, successore di Senghor, sciolse l'ONCAD nel 1981 come parte di una lotta contro la burocrazia; sotto la sua presidenza, i riferimenti al socialismo africano in Senegal furono abbandonati.

### Touré in Guinea
Il 2 ottobre 1958, con l'indipendenza della Guinea, Ahmed Sékou Touré divenne il presidente del paese e apparve subito come un leader di sinistra con una formazione marxista. Durante il suo governo, adottò dei metodi autoritari, imponendo un'economia pianificata e delle cooperative dove la gestione collettiva era rappresentata a tutti i livelli. Sebbene le politiche seguite da Sékou Touré, rimasto al potere fino alla morte nel 1984, assomigliassero per certi aspetti allo stalinismo, il leader guineano si discostò dai Paesi comunisti, cercando invece una sorta di neutralismo positivo e rivendicando un socialismo puramente africano basato sull'autodeterminazione. Rifiutò l'ateismo, negò l'esistenza delle classi sociali e insistette sui valori tradizionali africani. Il panafricanismo era fortemente presente nell'ideologia di Sékou Touré che spinse molto sull'unità nazionale, presentata come un preludio all'unità africana.

### Nkrumaismo in Ghana

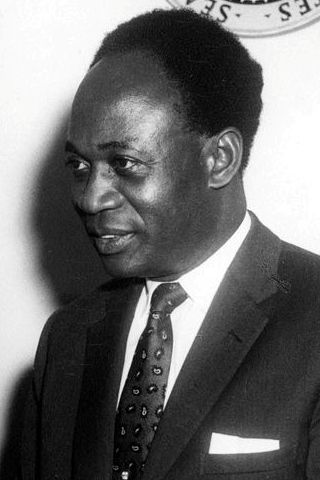
Nkrumah nel 1961.

In un discorso tenuto il 6 marzo 1957 in occasione dell'indipendenza del Ghana, il leader Kwame Nkrumah delineò quelle che sarebbero state le fondamenta del nkruaismo:
Noi dimostreremo al mondo, alle altre nazioni, che siamo pronti a porre le nostre fondamenta. La nostra identità africana. [...] Creeremo la nostra originale personalità e identità africana. È l'unico modo con cui possiamo dimostrare al mondo che siamo pronti per le nostre battaglie. 
Ma oggi, posso invocare tutti voi - che in questo grande giorno, ricordiamoci tutti che nulla al mondo può essere fatto senza il pretesto e il supporto di Dio.
Abbiamo vinto la battaglia e ci siamo di nuovo dedicati a noi stessi... La nostra indipendenza è insignificante se non è collegata con la totale liberazione dell'Africa.»
(Kwame Nkrumah)
Nel 1962, il Partito della Convenzione del Popolo adottò il pensiero del presidente Kwame Nkrumah come ideologia ufficiale del partito. Nel programma, il nkrumaismo venne definito come un'ideologia:
(Programma del Partito della Convenzione Popolare per il Lavoro e la Felicità, p. 6)
Nel nkruaismo, non vi è l'intellettualismo presente nel socialismo senghoriano o di Sékou Toure ma l'ideologia di Nkrumah si basa su una giustificazione a posteriori della prassi, più di uno sforzo per la costruzione a priori di un sistema di pensiero logico e politico. Il nkrumaismo è una "filosofia della rivoluzione" formulata però dopo quattro anni dall'indipendenza del Ghana, avvenuta nel 1957, e dopo dieci anni di governo di Nkrumah. Per rivoluzione si intendeva sia il processo di liberazione completa dell'Africa, e sia il cambiamento radicale in campo economico e sociale.
La rivoluzione politica era considerata come un'evoluzione verso il socialismo, ovvero "l'unico modello di società che può, nel più breve tempo possibile, portare alla gente i beni dell'esistenza". Dal punto di vista culturale, si prevedeva un ritorno alle tradizioni originarie dell'Africa e all'eliminazione delle influenze esterne e neocolonialiste.
Tuttavia, il governo di Nkrumah, fino alla sua caduta nel 1966, usò dei metodi autoritari e centralisti, come anche un culto della personalità intorno alla figura del presidente: l'economia fu riorganizzata in cooperative, imposte dall'alto nel quadro di un piano stabilito dallo Stato.

### Socialismo keniota

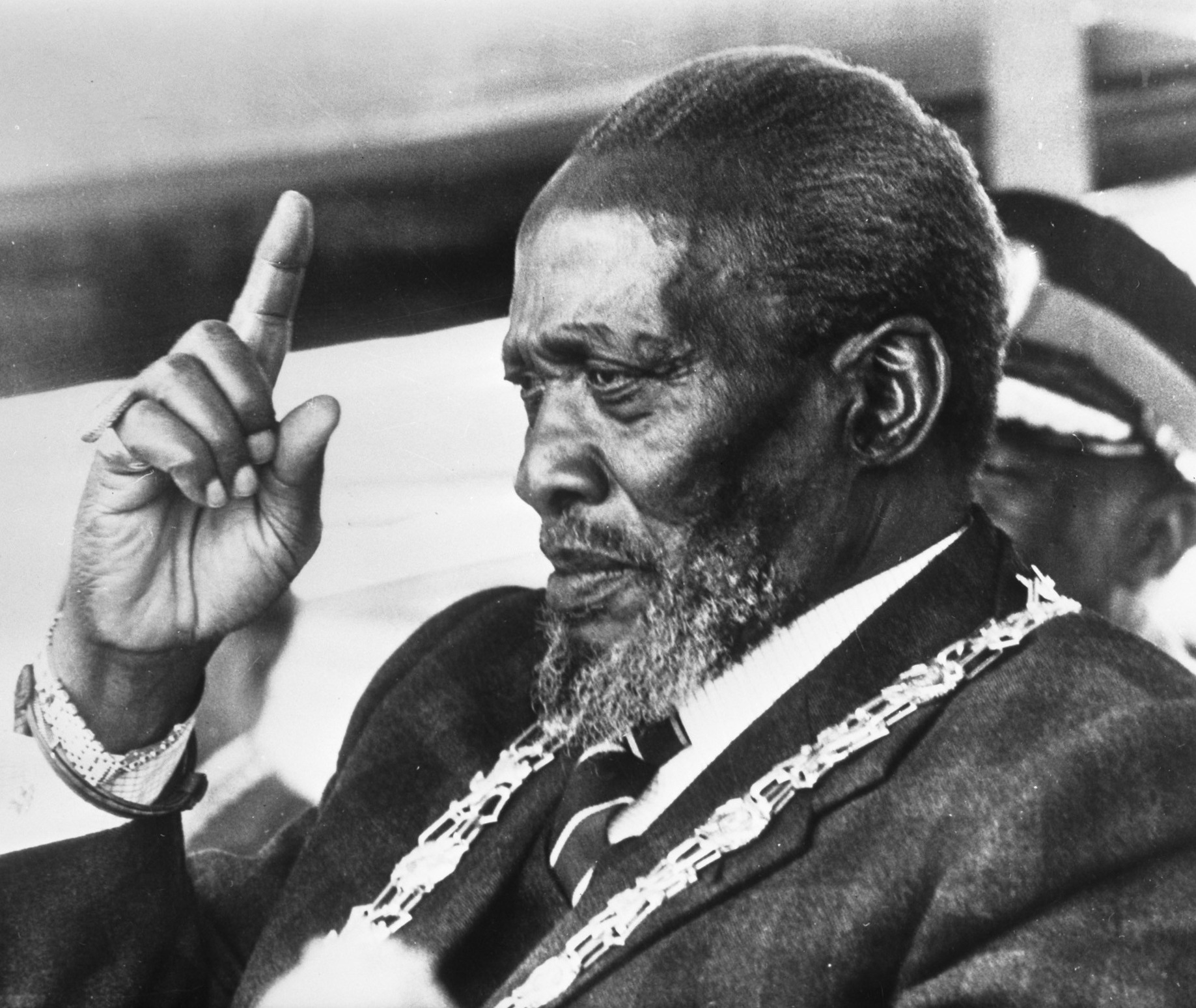
Jomo Kenyatta nel 1978.

In Kenya, l'Unione Nazionale Africana del Kenya (KANU), partito del presidente Jomo Kenyatta (1964-1978), seguì una linea socialista democratica. La natura stessa del socialismo della KANU fu oggetto di discussioni interne durante gli anni sessanta. Nel 1965, la Repubblica del Kenya pubblicò un documento che divenne poi lo statuto del partito, Il socialismo africano in Kenya e la sua applicazione alla pianificazione in Kenya, noto anche come Sessional Paper No. 10. Essendo di carattere governativo, si ritiene che il testo sia stato scritto da un personale esperto e altamente qualificato all'interno del governo di Kenyatta.
Nella prima parte del testo viene data una definizione del socialismo africano e dei suoi obiettivi, imponendolo come ideologia ufficiale dello stato keniano: il socialismo africano doveva basarsi sulle tradizioni africane, essere versatile e doveva garantire la piena sovranità del Paese. La democrazia socialista avrebbe dovuto garantire la parità dei diritti di ciascun membro della società nonché l'integrità dello Stato di fronte agli interessi speciali di singoli individui. La critica di Marx divenne inapplicabile al contesto keniano ma rimase comunque un esempio da cui trarre ispirazione.
Il documento non prevedeva l'edificazione di uno Stato socialista ma di uno "Stato sociale", inoltre non si menzionava il ruolo del KANU all'interno del Paese ed il governo aveva la responsabilità di implementare le politiche e le iniziative previste dal documento.
Per l'economia, erano ben accetti gli investimenti stranieri privati (in sinergia con il settore pubblico) e i risparmi dei singoli cittadini, ma lo Stato doveva ricoprire un ruolo principale nei processi decisionali e i mezzi di produzione dovevano essere nazionalizzati. Le cooperative furono a loro volta incoraggiate e la tassazione diretta sui gruppi a basso reddito fu progressivamente abolita.
Il documento attaccava l'ozio e la distruzione sfrenata delle risorse, discutendo i problemi economici del Kenya e una loro possibile risoluzione.
Le idee presenti sono state oggetto di controversie come anche la portata del socialismo previsto dalla KANU e la realizzazione stessa del suo orientamento socialista.

### Ujamaa in Tanzania

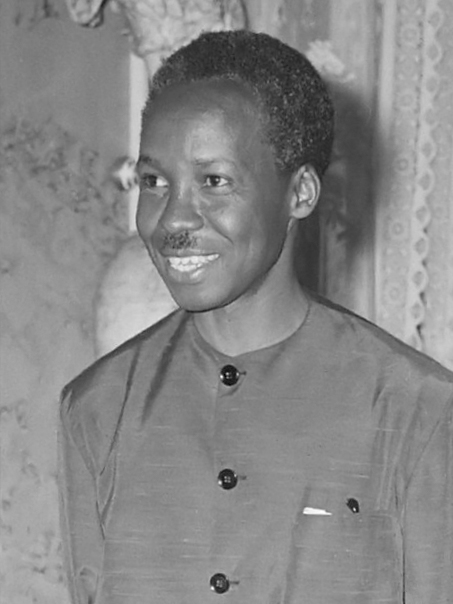
Nyerere nel 1965.

Dopo l'unificazione del Tanganica e della Repubblica Popolare di Zanzibar nel 1964, Julius Nyerere elaborò politiche basate su un socialismo africano che concepì come un ritorno al modello della comunità africana tradizionale scosso dall'individualismo del periodo coloniale. Il programma socialista di Nyerere, in parte influenzato dai contatti con la Cina, venne avviato nel 1967 con la dichiarazione di Arusha, nella quale il presidente della Tanzania annunciò l'edificazione di uno stato socialista democratico ed evidenziò la necessità di un modello africano per lo sviluppo, formando quindi le basi del socialismo africano per la Tanzania.
La Dichiarazione accese discussioni e dibattiti internazionali sul socialismo africano nel mondo accademico ed economico.
Il concetto o l'ideologia politica dell'Ujamaa costituì la base delle politiche autarchiche di Julius Nyerere per lo sviluppo economico e sociale della Tanzania
Ispirato dalle esperienze delle cooperative agricole cinesi, Nyerere desiderava promuovere sia l'uguaglianza sociale sia l'autosufficienza: la società tanzaniana rurale fu riorganizzata in comunità di base autonome e autogestite, i villaggi Ujamaa ("famiglia allargata" o " fraternità" in swahili), raggruppamenti di popolazioni rurali su base volontaria, nei quali la distribuzione dei beni e le condizioni di vita dovevano essere le più eque possibili. L'economia fu riorganizzata valutando il lavoro dei contadini. La pratica della "villagizzazione" fu generalizzata nel 1969 e divenne obbligatoria nel 1974, contraddicendo il principio tradizionale dell'autonomia del villaggio. Il regime di Nyerere è stato tuttavia meno autoritario di quello di Nkrumah o Sékou Touré.
A livello economico, l'esperienza degli Ujamaa, vittima tra l'altro dei metodi di gestione burocratica, fu considerata un fallimento e lo stesso Nyerere si ritirò dalla vita politica nel 1985.
Secondo la BBC, "mentre ha unito la sua nazione e ha compiuto importanti passi in avanti nel campo della salute e dell'educazione", i collettivi socialisti Ujamaa "si sono rivelati disastrosi per l'economia tanzaniana".

### Umanesimo zambiano
In Zambia, Kenneth Kaunda promosse un'ideologia socialista e nazionalista, divenuta nota come "umanesimo zambiano", che si basava sulla combinazione di un'economia pianificata e centralizzata con i valori tradizionali africani di aiuto reciproco e lealtà verso la comunità. L'umanesimo zambiano, che funse da ideologia ufficiale del regime autoritario di Kaunda, è stato oggetto di aspri giudizi da parte degli studiosi per quanto riguarda i suoi risultati concreti e la sua mancanza di concretezza.

## Esponenti del socialismo africano
| Stato                                                   | Esponente                                       | Partiti |
| ------------------------------------------------------- | ----------------------------------------------- | --- |
| Repubblica Popolare del Benin (1975-1990) Benin         | Mathieu Kérékou                                 | Partito della Rivoluzione Popolare del Benin (1975-1990) |
| Burkina Faso                                            | Thomas Sankara                                  | |
| Burundi                                                 | Michel Micombero                                | Unione per il Progresso Nazionale (1958-) |
| Capo Verde Guinea-Bissau                                | Amílcar Cabral                                  | Partito Africano per l'Indipendenza della Guinea e di Capo Verde (1956-) |
| Ghana                                                   | Kwame Nkrumah John Dramani Mahama Jerry Rolings | Partito della Convenzione del Popolo (1949-1966, 1996-) Congresso Democratico Nazionale (1992-)                                                                              |
| Guinea                                                  | Ahmed Sékou Touré                               | |
| Kenya                                                   | Jomo Kenyatta Tom Mboya Oginga Odinga           | Unione Nazionale Africana del Kenya |
| Mali                                                    | Modibo Keïta                                    | Unione Sudanese – Raduno Democratico Africano (1945-2010) |
| Repubblica Democratica Malgascia (1975-1992) Madagascar | Didier Ratsiraka                                | Avanguardia della Rivoluzione Malgascia (1976-) |
| Repubblica Popolare del Mozambico (1975-1990) Mozambico | Samora Machel Eduardo Mondlane                  | Fronte di Liberazione del Mozambico (1962-) |
| Namibia                                                 | Sam Nujoma                                      | Organizzazione del Popolo dell'Africa del Sud-Ovest |
| Senegal                                                 | Léopold Sédar Senghor                           | |
| Sudafrica                                               | Albert Lutuli Nelson Mandela Thabo Mbeki        | Congresso Nazionale Africano (1912-) Partito Comunista Sudafricano (1921-)                                                                                                   |
| Tanzania                                                | Julius Nyerere                                  | Unione Nazionale Africana del Tanganica (1954-1977) Chama Cha Mapinduzi (1977-)                                                                                              |
| Zambia                                                  | Kenneth Kaunda                                  | United National Independence Party |
| Zimbabwe                                                | Robert Mugabe                                   | Unione Popolare Africana di Zimbabwe (1961-1987, 2008-) Unione Nazionale Africana di Zimbabwe (1963-1987) Unione Nazionale Africana di Zimbabwe - Fronte Patriottico (1987-) |

Altri leader, come Agostinho Neto (Angola), Marien Ngouabi (Repubblica Popolare del Congo), Menghistu Hailé Mariàm (Derg ed Etiopia) e Mohammed Siad Barre (Somalia), che si consideravano socialisti, dichiararono l'edificazione del socialismo nei loro Paesi secondo il modello sovietico e non secondo quello africano. La Libia di Muʿammar Gheddafi adottò inizialmente il socialismo arabo come ideologia ufficiale, sostituendola successivamente con una propria e originale.